# Novomyrhorod
Novomyrhorod (in ucraino Новомиргород?)  è una città  dell'Ucraina (10 715 abitanti) situata nel distretto di Novoukraïnka, nell'oblast' di Kirovohrad. Ospita l'amministrazione della comunità territoriale di Novomyrhorod, una delle comunità territoriali dell'Ucraina.
Fino al 18 luglio 2020 Novomyrhorod è stata il centro amministrativo del distretto di Novomyrhorod, abolito come parte della riforma amministrativa dell'Ucraina, che ha ridotto a quattro il numero dei distretti dell'oblast' di Kirovohrad. L'area del distretto di Novomyrhorod è stata fusa nel distretto di Novoukraïnka.